# ابن معلم واسطی
محمد بن علی واسطی هُرثی با لقب‌های نجم‌الدین و ابوالغنائم، شهرت‌یافته به ابن مُعلّم واسطی (۲۲ ژانویه ۱۱۰۸-۲ ژوئن ۱۱۹۶م) (نسب: محمد بن علی بن فارِس) شاعر تصوف‌گرا و نامه‌نگار عربی عراقی در سدهٔ ششم هجری بود.   در فنون هجو، مدح و غزل سرود. با ابن تعویذی رقابت داشت. 

## زندگی
در هُرث، از روستاهای واسط در ۲۲ ژانویه ۱۱۰۸م/ ۷ جمادی‌الثانی ۵۰۱ق زاده شد.  «با عاطفهٔ علوی و گرایشِ صوفی» پرورش یافت. در بغداد، ابوالفرج ابن جوزی را دیدار کرد؛ همچنین به بصره و موصل نیز رفت. بیشتر زندگی‌اش را در هُرث گذارند، و از آنجا مدیحه‌هایش را می‌نگاشت و به خلیفه می‌فرستاد. فنِّ تُرَسِّل او از این نامه‌ها برخاسته است. گویند مدتی بسیار زندانی بوده است. ابن معلم واسطی در ۲ ژوئن ۱۱۹۶م/ ۴ رجب ۵۹۲ق در هُرث درگذشت.